# Wetter (Hessen)
Wetter (Hessen) è una città tedesca di 9 010 abitanti, situata nel land dell'Assia.